# Otto von Knobelsdorff
Otto von Knobelsdorff, nemški general, * 31. marec 1886, † 21. oktober 1966.